# Barranc de Coll Llarg
El Barranc de Coll Llarg és un barranc del Montsià, que neix als vessants del cim de Mata-redona i desemboca al canal de navegació.